# 公道镇
公道镇，是中华人民共和国江苏省扬州市邗江区下辖的一个乡镇级行政单位。

## 行政区划
公道镇下辖以下地区：
花园社区、魁星社区、赤岸社区、太平村、桑园村、欧阳村、赤岸村、谷营村、湖滨村、柏树村、埝桥村、河西村、三界村和河东村。